# Kivijärvi (sjö i Finland, Kajanaland, lat 65,02, long 29,35)
Kivijärvi är en sjö i Finland. Den ligger i kommunen Suomussalmi i landskapet Kajanaland, i den nordöstra delen av landet, 600 km norr om huvudstaden Helsingfors. Kivijärvi ligger 214,3 meter över havet. Den är 8,54 meter djup. Arean är 90 hektar och strandlinjen är 5,3 kilometer lång. Sjön  ingår i Uleälvens huvudavrinningsområde. 